# 卡齐·季坎巴耶夫
卡齐·季坎巴耶维奇·季坎巴耶夫（俄語：Казы Дикамбаевич Дикамбаев，1913年12月1日—2010年2月16日），吉尔吉斯族，苏联党和国家领导人。曾任吉尔吉斯苏维埃社会主义共和国外交人民委员，伏龙芝州委第一书记，最高苏维埃主席，部长会议主席等职务。

## 生平
- 1913年11月18日（格里历：12月1日）出生于七河州普尔热瓦尔斯基区塔尔迪苏村的一个农民家庭。
- 1930年1月-1932年9月，阿什哈巴德中亚兽医学院预科班学习。期间曾参与镇压巴斯马奇叛乱的战斗。
- 1932年9月-1937年9月，塔什干古比雪夫中亚国民经济学院学习。
- 1937年9月-1939年4月，吉尔吉斯苏维埃社会主义共和国国家计划委员会高级经济师。
- 1939年4月-12月，吉尔吉斯苏维埃社会主义共和国国家计划委员会副主任。
- 1939年12月-1940年，伏龙芝州计划委员会主任。1940年加入联共（布）。
- 1941年-1944年7月，吉尔吉斯苏维埃社会主义共和国监察人民委员兼人民委员会副主席。
- 1944年7月-1949年5月，吉尔吉斯苏维埃社会主义共和国外交人民委员、外交部长。期间，1948年-1949年5月，吉尔吉斯苏维埃社会主义共和国部长会议副主席。
- 1949年2月-1952年1月，吉共（布）中央书记处书记。
- 1951年11月-1958年3月，吉共伏龙芝州委第一书记。期间，1953年8月-1955年4月，吉尔吉斯苏维埃社会主义共和国最高苏维埃主席。
- 1958年3月-1961年5月，吉尔吉斯苏维埃社会主义共和国部长会议主席。
- 1961年5月-1986年，吉尔吉斯苏维埃社会主义共和国国家计划委员会副主席。
- 1986年起退休。
- 2010年2月16日于比什凯克逝世，享年96岁。

季坎巴耶夫是苏共19-21大代表；第2、4届苏联最高苏维埃联盟院代表，第3、5届苏联最高苏维埃民族院代表；第2-3、5届吉尔吉斯苏维埃社会主义共和国最高苏维埃代表。

## 荣誉
苏联：
- 两次列宁勋章
- 一级卫国战争勋章
- 劳动红旗勋章
- 劳动英勇奖章
- 吉尔吉斯苏维埃社会主义共和国最高委员会荣誉证书
- 吉尔吉斯苏维埃社会主义共和国荣誉经济学家称号

吉尔吉斯斯坦：
- 玛纳斯一千周年纪念章
- 一级玛纳斯勋章
- 三级玛纳斯勋章